# دوو لومن
خودرو دوو لومن (به انگلیسی: Daewoo LeMans) محصول کوچک شرکت دوو است که برای اولین‌بار در سال ۱۹۸۶ تا ۱۹۹۴ در کرهٔ جنوبی عرضه شد و سپس عرضهٔ مدل فیس‌لیفت آن با نام دوو سیلو ادامه یافت.
در ایران نیز مدت کوتاهی این خودرو با نام ریسر توسط کرمان خودرو وارد شد.

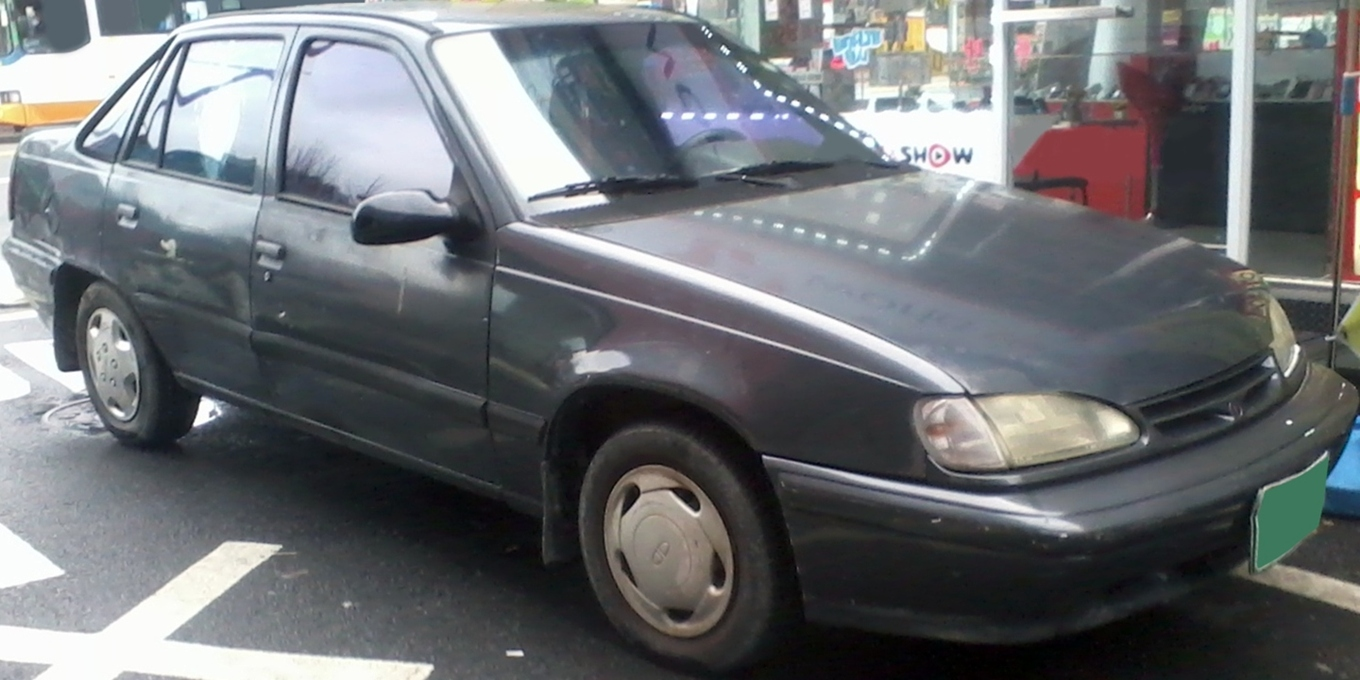
نسخه عرضه شده دوو لومن در ایران با نام ریسر.